# 栗原晨
栗原 晨（くりはら しん、1969年7月13日 - ）は、静岡第一テレビ（SDT）報道制作局報道部記者(元アナウンサー）である。
神奈川県横浜市出身、O型。

## 概要
- 立教大学を卒業後、1993年静岡第一テレビ入社（同期に西村育子、福島瑞穂）。

## 担当番組

### 現在
- news every.しずおか  - ナレーション（報道特集）

### 過去

#### アナウンサー時代
- KICK OFF 94～95
- 小中高校サッカー中継
- 小学生バレー中継
- 焼津みなとマラソン中継
- 釣れて満腹駿河湾 - ナレーション

#### 報道部時代
- ニュースプラス1しずおか
- NewsリアルタイムSHIZUOKA
- news every.しずおか